# 제니 웨이드

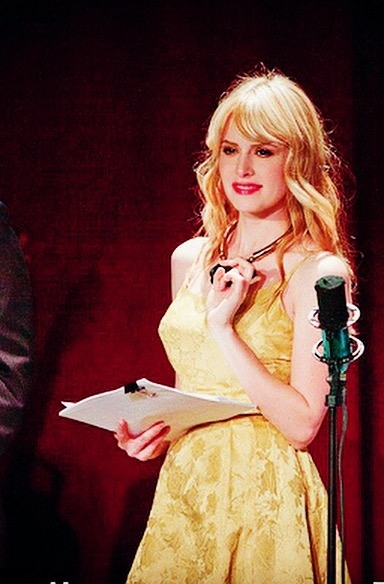

제니 웨이드(Jenny Wade, 1983년 10월 6일 ~ )는 미국의 배우, 텔레비전 배우, 영화배우이다.
유진에서 태어났다.

## 방송
- 굿 가이
- 리퍼 2

## 영화
- 더 굿 가이스 (2010년)
- 더 스트립 (2009년)
- 피스트 3 (2009년)
- 브라더스 (2009년) - 티나 역
- 피스트 2 (2008년) - 허니 파이 역
- 사랑의 레시피 (2007년) - 레아 역
- 러브 이즈 더 드러그 (2006년) - 에린 수더랜드 역
- 피스트 (2005년) - 허니 파이 역
- 아이스 하베스트 (2005년)
- 그녀가 모르는 그녀에 관한 소문 (2005년)
- 퍼펙트 웨딩 (2005년)
- 나이트 플라이트 (2005년)